# Ban Pha Hee (Lahu)
Ban Pha Hee of Ban Pha Hi (Thai: บ้านผาฮี้) is een bergdorpje in de tambon Pong Ngam in de provincie Chiang Rai. Het dorpje heeft een oppervlakte van 8 km² en telde in 2009 in totaal 158 inwoners, waarvan 65 mannen en 93 vrouwen. Ban Pha Hee telde destijds 30 huishoudens en wordt bewoond door de Lahu.
In het dorpje bevindt zich een kleuterschool, waarop 15 leerlingen zitten. Die leerlingen krijgen les van de in totaal twee docenten.